# 瓦特山 (多米尼克)
瓦特山（Morne Watt或Watt Mountain）是加勒比海岛国多米尼克的山峰。海拔高度1,224米，为多米尼克次于最高点迪亚布洛廷火山和三峰山的第三高山峰。该火山最后爆发于1997年7月。